# Malinniki

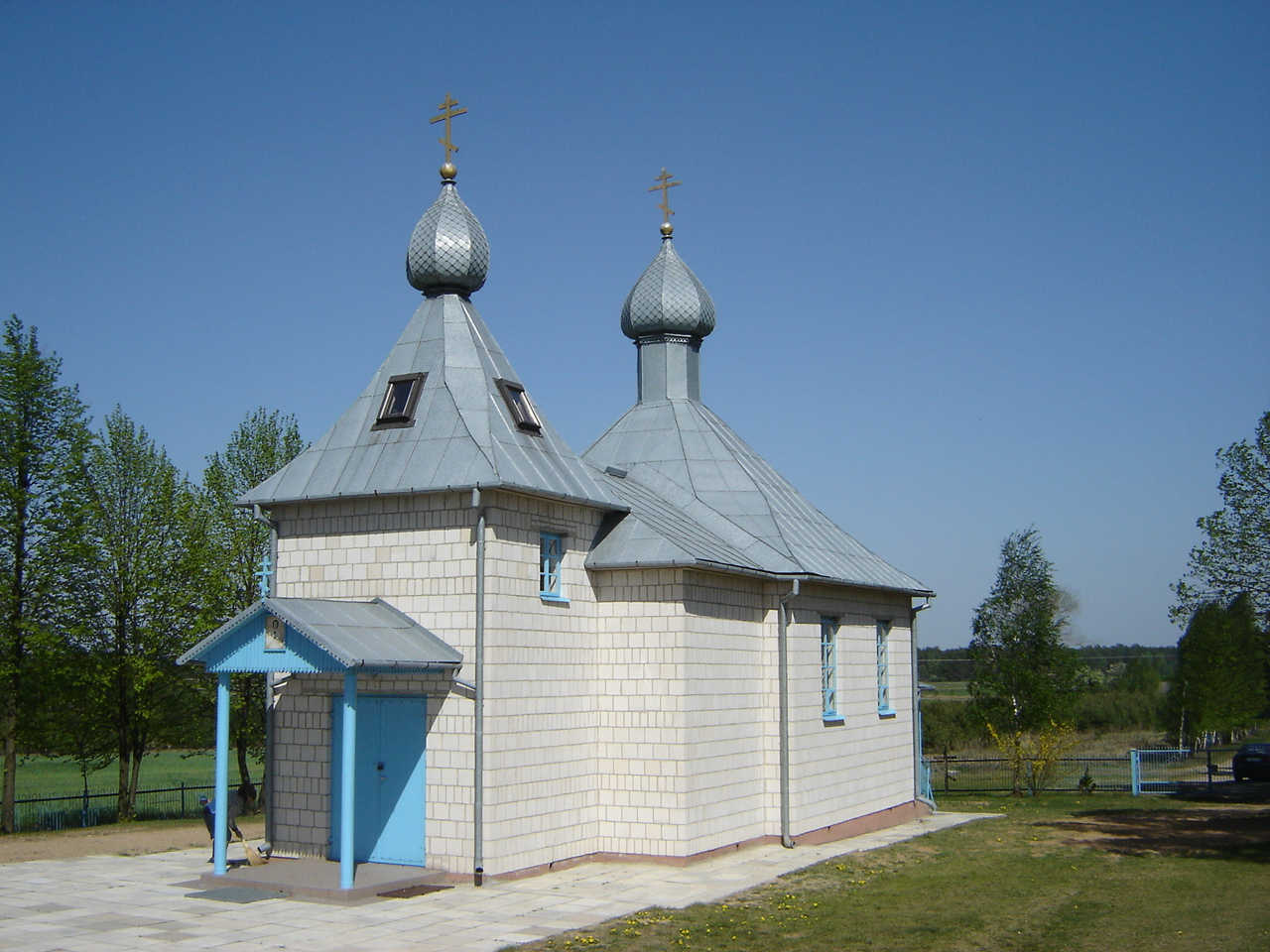
Kerk in Malinniki

Malinniki is een plaats in het Poolse district  Bielski (Podlachië), woiwodschap Podlachië. De plaats maakt deel uit van de gemeente Orla en telt 280 inwoners.